# Dumoga
Dumoga là một chi nhện trong họ Linyphiidae.